# Alberto Macías
Alberto Macías Hernández (Guadalajara, 28 dicembre 1969) è un ex calciatore messicano, di ruolo difensore.

## Carriera

### Club
Ha trascorso l'intera carriera nelle file di club messicani.

### Nazionale
Con la nazionale messicana ha preso parte ai Giochi Olimpici del 1992.